# Lluís Frederic I de Schwarzburg-Rudolstadt
Lluís Frederic I de Schwarzburg-Rudolstadt (en alemany Ludwig Friedrich I von Schwarzburg-Rudolstadt) va néixer a Rudolstadt (Alemanya) el 25 d'octubre de 1667 i va morir a la mateixa ciutat el 24 de juny de 1718. Era fill del comte Albert Antoni (1641-1710) i de la comtessa Emília Juliana de Barby-Mühlingen (1637-1706). Va ser príncep de Schwarzburg-Rudolstadt, comte de Honstein i senyor de Rudolstadt, Blankenburg i Sondershausen.

## Matrimoni i fills
El 15 d'octubre de 1691 es va casar amb la duquessa Anna Sofia de Saxònia-Gotha-Altenburg (1670-1728), filla del duc Frederic I (1646-1691) i de Magdalena Sibil·la de Saxònia-Weissenfels (1648-1681). El matrimoni va tenir tretze fills:
- Federic Antoni (1692-1744), príncep de Schwarzburg-Rudolstadt, casat primer amb la princesa Sofia Guillemina de Saxònia-Coburg-Saalfeld (1690-1727) i després amb Cristina Sofia d'Ostfriesland (1688-1750)
- Amàlia Magdalena nascuda i morta el 1693
- Sofia Lluïsa (1693-1776)
- Sofia Juliana (1694-1776)
- Guillem Lluís (1696-1757), baró de Brockenburg, casat amb Enriqueta Carolina Gebaür (1706-1794).
- Cristiana Dorotea (1697-1698)
- Albert Antoni (1698-1720)
- Emília Juliana (1699-1774)
- Anna Sofia (1700-1780), casada amb Francesc Josies de Saxònia-Coburg-Saalfeld (1697-1764).
- Dorotea Sofia (1706-1737)
- Lluïsa Frederica (1706-1787)
- Magdalena Sibil·la (1707-1795)
- Lluís Günther (1708-1790), príncep de Schwarzburg-Rudolstadt, casat amb Sofia Elisabet de Reuss-Untergreiz (1711-1771)